# Шебу (комуна)
Комуна Шебу (швед. Sjöbo kommun) — адміністративно-територіальна одиниця місцевого самоврядування, що розташована в лені Сконе у південній Швеції.
Шебу 184-а за величиною території комуна Швеції. Адміністративний центр комуни — місто Шебу.

## Населення
Населення становить 18 294 чоловік (станом на вересень 2012 року). 
| Кількість населення комуни Шебу за 1970-2010 роки | Кількість населення комуни Шебу за 1970-2010 роки | Кількість населення комуни Шебу за 1970-2010 роки | Кількість населення комуни Шебу за 1970-2010 роки | Кількість населення комуни Шебу за 1970-2010 роки |
| ------------------------------------------------- | ------------------------------------------------- | ------------------------------------------------- | ------------------------------------------------- | ------------------------------------------------- |
| Рік                                               |                                                   |                                                   | Населення                                         |                                                   |
| 1970                                              | 1970                                              |                                                   | 13 297                                            | 13 297                                            |
| 1975                                              | 1975                                              |                                                   | 14 050                                            | 14 050                                            |
| 1980                                              | 1980                                              |                                                   | 15 016                                            | 15 016                                            |
| 1985                                              | 1985                                              |                                                   | 15 157                                            | 15 157                                            |
| 1990                                              | 1990                                              |                                                   | 16 070                                            | 16 070                                            |
| 1995                                              | 1995                                              |                                                   | 16 571                                            | 16 571                                            |
| 2000                                              | 2000                                              |                                                   | 16 648                                            | 16 648                                            |
| 2005                                              | 2005                                              |                                                   | 17 501                                            | 17 501                                            |
| 2010                                              | 2010                                              |                                                   | 18 112                                            | 18 112                                            |
| Джерело: SCB                                      |                                                   |                                                   |                                                   |                                                   |

## Населені пункти
Комуні підпорядковано 9 міських поселень (tätort) та низка сільських, більші з яких:
- Шебу (Sjöbo)
- Блентарп (Blentarp)
- Воллше (Vollsjö)
- Левестад (Lövestad)
- Б'єршелаґорд (Bjärsjölagård)
- Севде (Sövde)
- Есперед (Äsperöd)

## Міста побратими
Комуна підтримує побратимські контакти з такими муніципалітетами:
- Тшебятув, Польща
- Тетеров, Німеччина

## Галерея

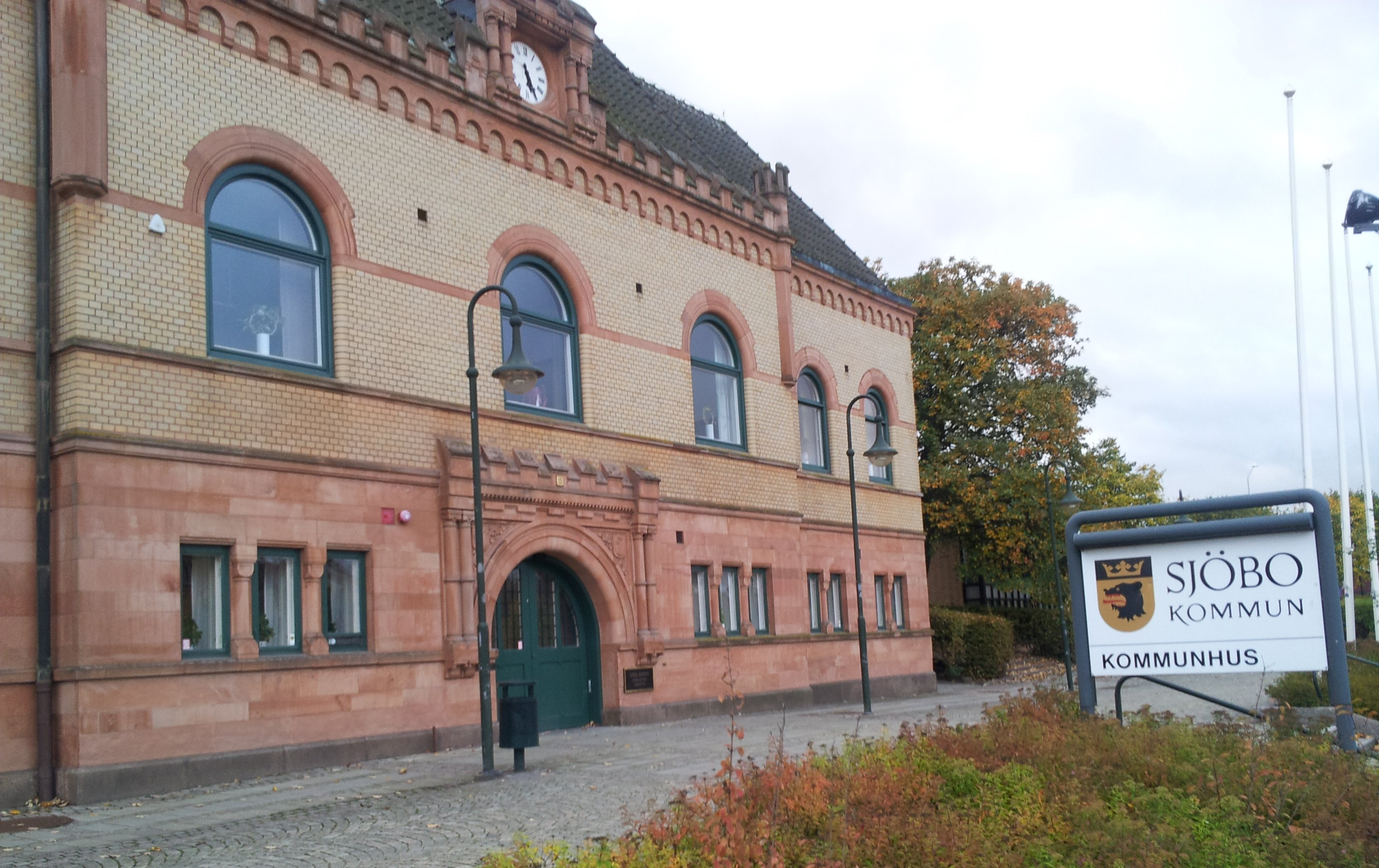
Управа комуни (Шебу)
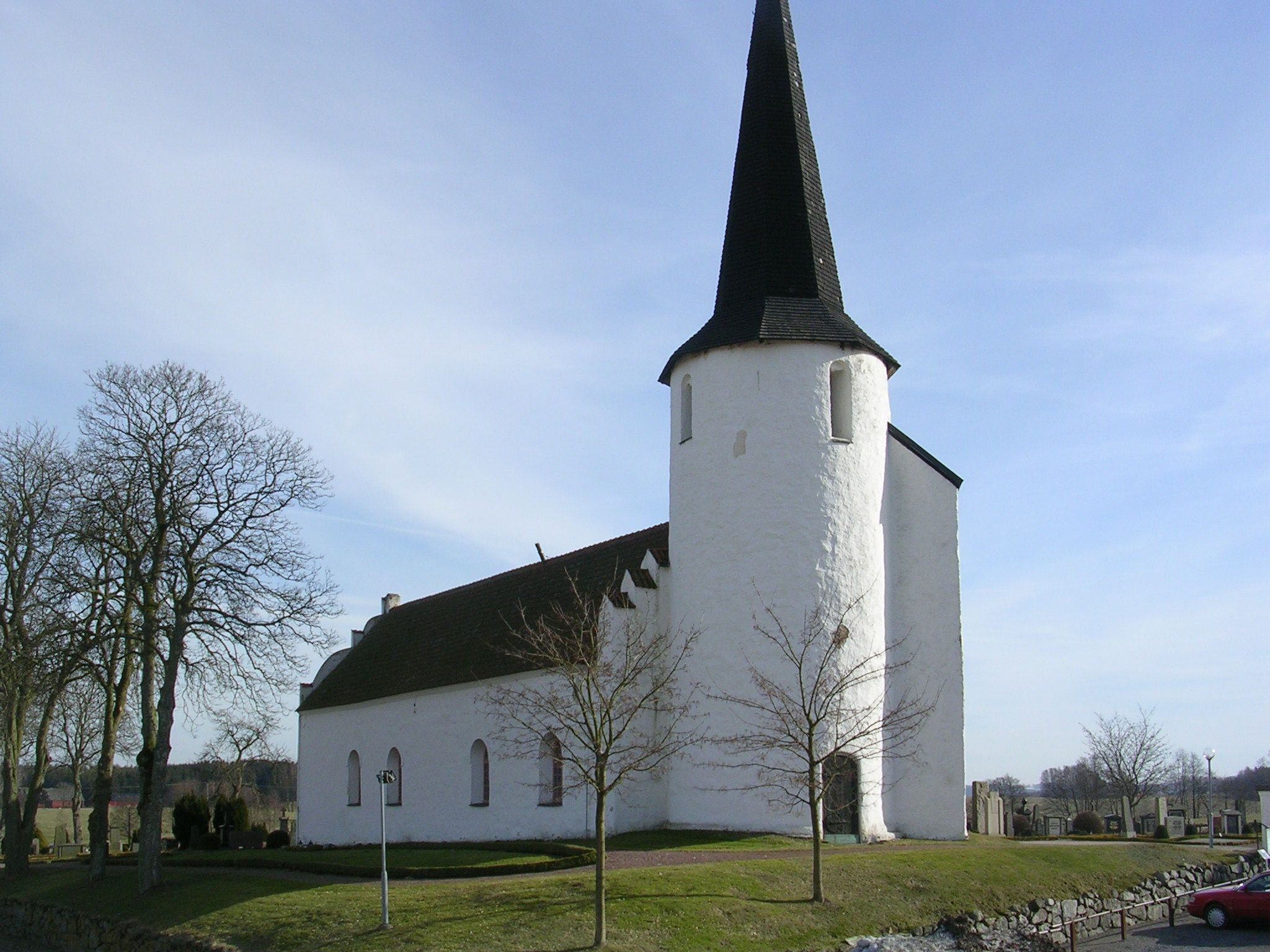
Церква (Блентарп)
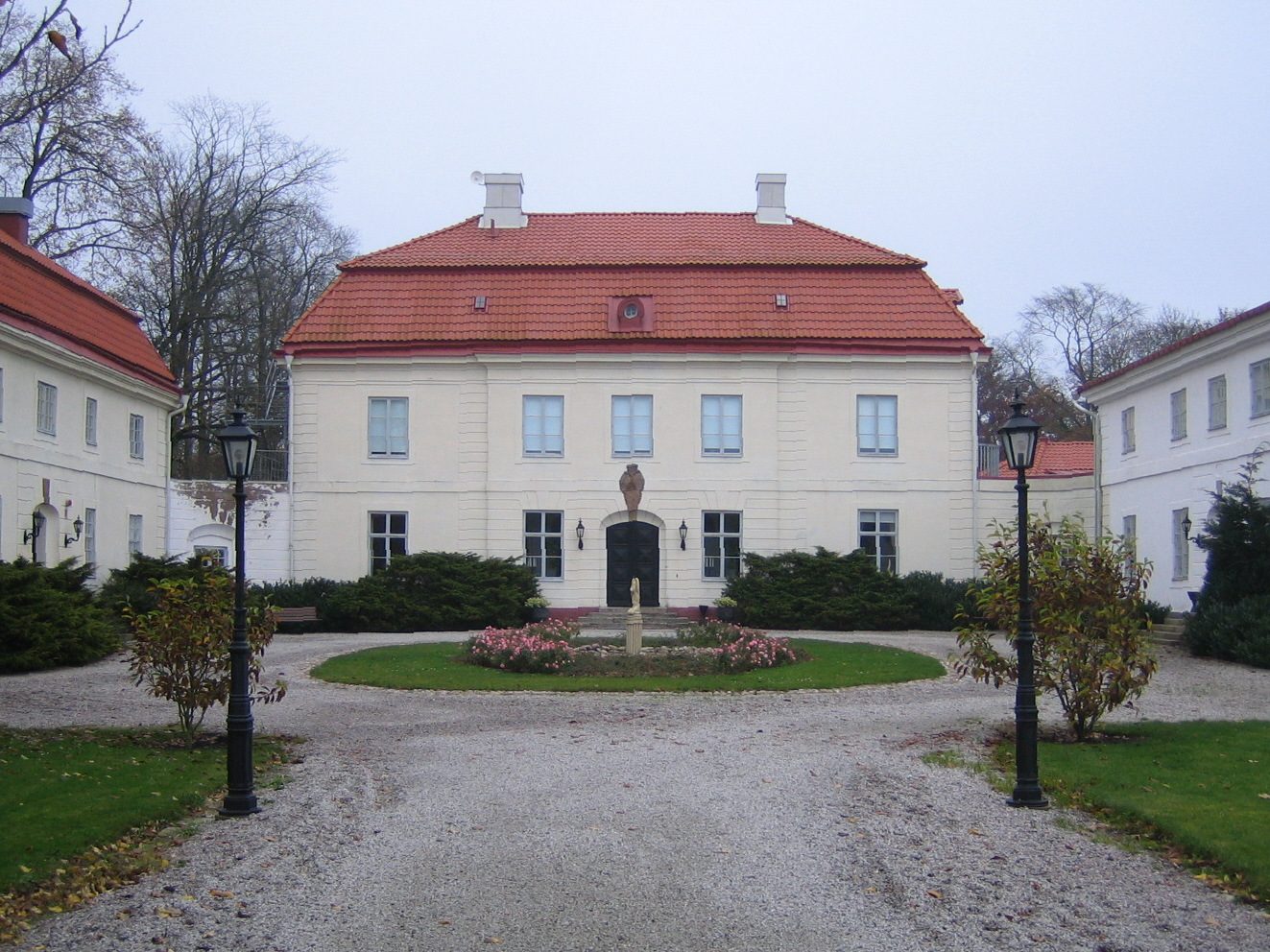
Замок Б'єршелаґорд
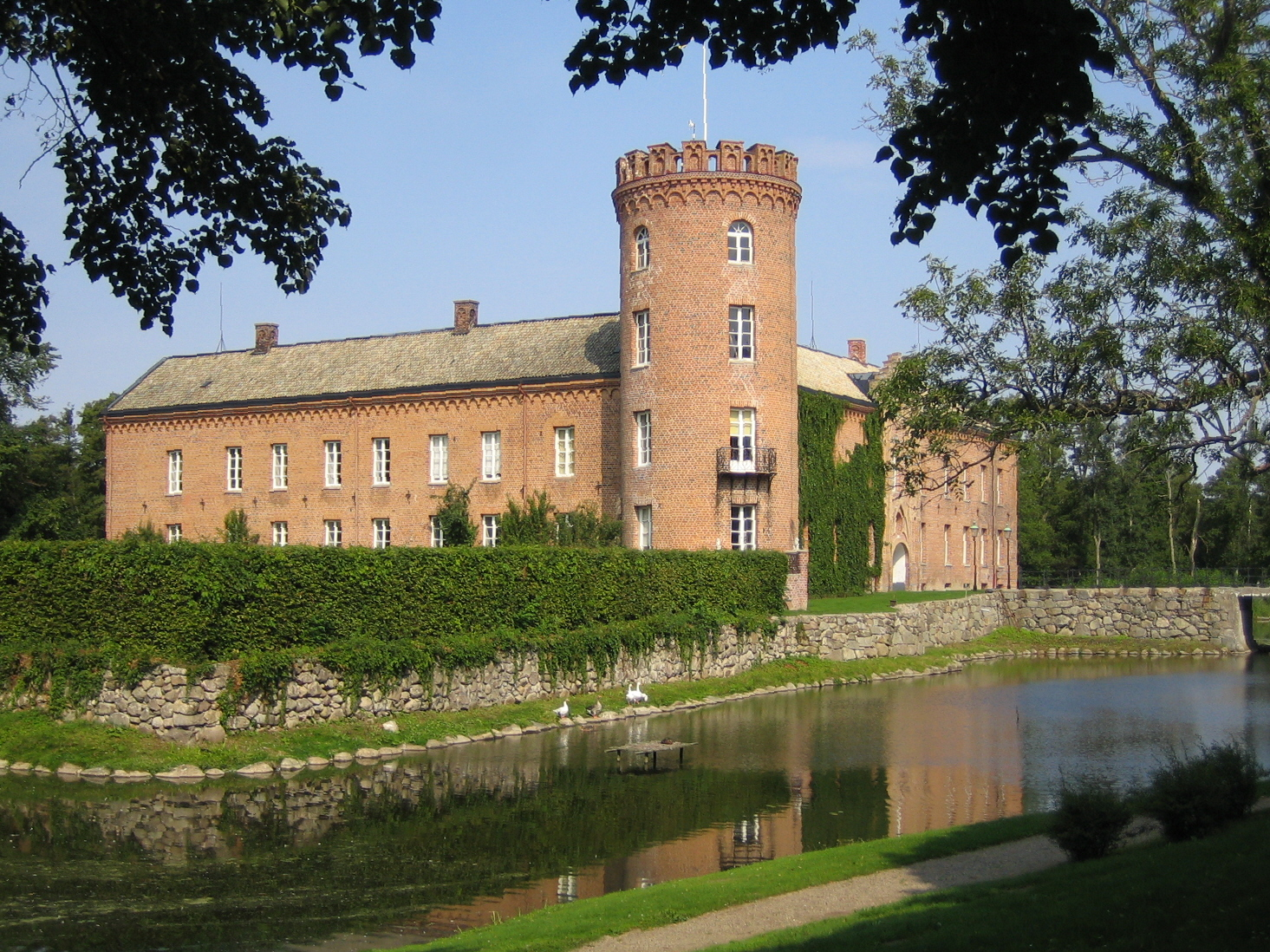
Замок Севдеборґ

## Виноски
1. ↑  Folkmangd i riket, lan och kommuner (шв.) . Центральне бюро статистики Швеції. Архів оригіналу за 20 серпня 2013. Процитовано 20 лютого 2013.